# Liste der Kulturdenkmale in Offenburg
Die Liste der Kulturdenkmale in Offenburg enthält einige der Kulturdenkmale der Großen Kreisstadt Offenburg und seiner Teilorte. Sie leitet sich aus der Liste des Landesamts für Denkmalpflege Baden-Württemberg ab.

## Baudenkmale
| Bezeichnung                                          | Beschreibung | Lage | Bild |
| ---------------------------------------------------- | --- | --- | ---- |
| Amts- und Landgericht                                | 1956 erbaut | Hindenburgstraße 5, 38, Moltkestraße 38, 40                                                                             |      |
| Anne-Frank-Schule                                    | 1869–1911 erbaut | Wilhelmstraße 12 |      |
| Auferstehungskirche                                  | 1968 erbaut | Hölderlinstraße 1 |      |
| Bahnhof                                              | erbaut im 19. Jh. | Hauptstraße 1 |      |
| Beck'sches Haus                                      | Bürgerliches Wohnhaus des Barock | Ecke Haupt-/Metzgerstraße                                                                                               |      |
| Dreifaltigkeitskirche                                | 1906–1908 erbaut | Wilhelmstraße 11 |      |
| Ehemalige Einhorn-Apotheke                           | Mit eindrucksvollem Barockgiebel (renoviert 1984), davor der Neptun-Brunnen (1783). | |      |
| Ev. Stadtkirche                                      | 1857–1864 erbaut nach Plänen von Friedrich Eisenlohr | Okenstraße 2 |      |
| Gefängnis                                            | 1836–1896 erbaut | Grabenallee 8 |      |
| Gefängnis                                            | 1895 erbaut | Poststraße 18 |      |
| Georg-Monsch-Schule                                  | erbaut im 19. Jh. | Turnhallestraße 2 |      |
| Glockenspiel                                         | Carillon mit 25 Bronzeglocken; täglich 11.50 Uhr und 17.50 Uhr, zusätzlich donnerstags 20.20 Uhr und samstags 9.50 Uhr. | Im Rathausturm |      |
| Granitfelsen                                         | Aus vorgeschichtlicher Zeit | Rammersweier, Brücklesbühnd                                                                                             |      |
| Heilig-Kreuz-Kirche                                  | Nach der Zerstörung 1689 wieder erbaut nach den Plänen des Vorarlberger Baumeisters Franz Beer zu Beginn des 18. Jahrhunderts.                                                                                                  | |      |
| Herrenhaus                                           | 1755 erbaut | Freihofstraße 1 |      |
| Hirsch-Apotheke                                      | Treppengiebelhaus mit bemalter Fassade, davor der Löwenbrunnen (Sandsteinplastik von 1599). | |      |
| Hotel                                                | erbaut im 20. Jh. | Zeller Straße 1, 3 |      |
| Hotel Zur Sonne                                      | erbaut im 18. Jh. | Hauptstraße 92, 94 |      |
| Ihlefeld-Kaserne                                     | erbaut 1898 | Amand-Goegg-Straße 2, 4, Brachfeldstraße 16a, 18, Franz-Ludwig-Mersy-Straße 3, 5, 7, 10, Weingartenstraße, 32, 34a, 34c |      |
| Josefskirche                                         | 1938 erbaut | Dahlienweg 35 |      |
| Jüdisches Ritualbad                                  | Mikwe, aus dem 16./17. Jahrhundert | Im Haus Glaserstraße 8                                                                                                  |      |
| Kapelle                                              | um 1900 erbaut | Ebertplatz 12 |      |
| Altes Kapuzinerkloster                               | Erbaut 1640–47. Das einzige Gebäude, das den Stadtbrand von 1689 überdauerte, malerischer Kreuzgang. Grundlegend renoviert 1982–84.                                                                                             | |      |
| Katholische Kirche Griesheim                         | charakteristische Chorturmkirche, Turm aus spätgotischer Zeit (14. Jh.). | |      |
| Kloster unserer lieben Frau                          | 1280 bis 1803 Franziskanerkloster, heute Schule, Klosterkirche im Barockstil. | |      |
| Königshof                                            | Erbaut 18. Jahrhundert. bis 1806 Amtsgebäude der vorderösterreichischen Landvogtei Ortenau, heute Polizeirevier. | |      |
| Löwe von Zunsweier                                   | Aus dem Jahre 1136 | Aufgestellt in der Kirche Zunsweier                                                                                     |      |
| Marienheim                                           | erbaut um 1900 | Wasserstraße 5 |      |
| Ölberg                                               | (1524) Nischenbau mit Sandsteinskulpturen. Der Ölberg gilt als wertvollstes Kunstdenkmal Offenburgs. | |      |
| Ölbergschule                                         | 1823 erbaut | Pfarrstraße 6 |      |
| Rathaus                                              | Erbaut 1741. Barockbau vom einheimischen Baumeister Mathias Fuchs. | |      |
| Ritterhaus                                           | Erbaut 1784. 1804–1806 Sitz des Direktoriums der Ortenauer Reichsritterschaft, seit 1959 Museum. Ausbau, Erweiterung und Renovierung 1985–89.                                                                                   | |      |
| Römisches Bad                                        | Erbaut um 50 n. Chr., zu einem ehemals römischen Militärlager gehörend, 1995 ausgegraben, konserviert und zugänglich gemacht.                                                                                                   | Gemarkung Rammersweier, im Gewerbegebiet an der Moltkestraße                                                            |      |
| Saalbau des Salmen                                   | 1806 erbaut | Lange Straße 52 |      |
| Salmen                                               | Denkmal von nationaler Bedeutung. Gedenkstätte und Veranstaltungsort. Eine der Wiegen der Demokratie in Deutschland. Synagoge.                                                                                                  | |      |
| Salzhaus                                             | Erbaut 1786 im klassizistischen Stil, heute Büro- und Geschäftshaus. | |      |
| St. Andreas-Hospital                                 | Erbaut Anfang 18. Jahrhundert mit St. Andreas-Kirche. 1300 als Armen- und Krankenpflegeeinrichtung gegründet. Heute Weingut Schloss Ortenberg in Ortenberg-Käfersberg mit 45 ha Rebfläche. Neugründung der Bürgerstiftung 2001. | |      |
| Schlachthof                                          | 1905 erbaut | Wasserstraße 22, 22a, 22b                                                                                               |      |
| Schule                                               | 1954–1955 erbaut unter Fritz Weis | Okenstraße 4 |      |
| Schule                                               | 1913–1915 erbaut | Zeller Straße 33, 33a                                                                                                   |      |
| Spinnerei und Weberei                                | | Kronenstraße 1, 2, 3, 4, 5, 6, 7, 8, 9, 10, 11, 12, 13, 14, 15, 16, 17, 18, 19, 20, 21, 22, Wilhelm-Bauer-Straße 16, 22 |      |
| Ehemaliger Spitalspeicher des St. Andreas-Hospitals. | 1731 als Lagerhaus errichtet, bis 1870 Verwaltung des Spitals, danach Feuerwehrhaus bis 1956. 1956–1981 Geschäftshaus. 1981/82 grundlegend saniert.                                                                             | |      |
| Stadtmauer und Anlagen                               | Zwingerpark (1899) | |      |
| Stationenweg                                         | Erbaut 1779 mit sechs Stationen und Kreuzigungsgruppe. | Am südlichen Ortseingang von Griesheim                                                                                  |      |
| Turnhalle                                            | 1878 erbaut | Turnhallestraße 4 |      |
| Ursulasäule                                          | Von Emil Sutor aus dem Jahr 1961 | Vor dem Rathaus |      |
| Verwaltungsgebäude                                   | 1929 erbaut | Okenstraße 20, 22 |      |
| Vinzentinusgarten                                    | Historische Gartenanlage mit Lapidarium (1764). | |      |
| Vinzentinushaus                                      | Erbaut 1764. Früher Palais des Freiherrn von Ried, heute Aenne-Burda-Stift für Senioren. | |      |
| Waldbachfriedhof                                     | 1871 angelegt | Brachfeldstraße, Hindenburgstraße, Moltkestraße, Zeller Straße                                                          |      |
| Wasserhochbehälter                                   | 1887–1888 erbaut | |      |
| Wohnhaus                                             | 1901 erbaut | Friedrichstraße 50 |      |
| Wohnhaus                                             | um 1900 erbaut | Sofienstraße 3 |      |
| Wohnhaus                                             | 1886 erbaut | Wilhelmstraße 27 |      |
| Ältestes Wohnhaus der Ortenau                        | Erbaut 1576 | Elgersweier, Ortenaustraße 35                                                                                           |      |
| Wohn- und Geschäftshaus                              | erbaut im 18. Jh. | Lange Straße 50 |      |
| Wohn- und Geschäftshaus                              | erbaut im 18. Jh. | Lange Straße 54 |      |

## Baudenkmale der Moderne
| Bezeichnung         | Beschreibung                                                           | Lage           | Bild |
| ------------------- | ---------------------------------------------------------------------- | -------------- | ---- |
| Burda-Moden         | Erbaut von 1953 bis 1955. Verlagsgebäude. Architekt: Egon Eiermann     | Am Kestendamm  |      |
| Stahlbauwerk Müller | Erbaut von 1958 bis 1961. Verwaltungsgebäude. Architekt: Egon Eiermann | Englerstraße 4 |      |

## Technische Denkmale
| Bezeichnung                               | Beschreibung | Lage                         | Bild |
| ----------------------------------------- | ------------ | ---------------------------- | ---- |
| Dampflokomotive der Baureihe 18, Typ IV h |              | Bei der Hochschule Offenburg |      |
| Historische Stellwerke der Bahn           |              | Im Bahnhof Offenburg         |      |